# Mechanoterapia
Mechanoterapia – zastosowanie mechanicznego bodźca w celach terapeutycznych.
Mechanoterapia wykorzystuje proces odbierania i przekazywanie przez komórki ciała sygnału mechanicznego (mechanotransdukcję) w celu zainicjowania procesów naprawy i przebudowy tkanek. W mechanizmie mechanotransdukcji odebrany przez komórki sygnał mechanicznego bodźca przekształcany jest w aktywność elektrochemiczną. Ta, jako bit informacji, może być przetwarzana przez system nerwowy, jak w przypadku priopriocepcji, dotyku, poczucia równowagi i słyszenia.
Mechanoterapia stosowana jest m.in. w terapii chorób narządu ruchu: ścięgien, mięśni i kości. Przykładem wpływu bodźców mechanicznych na stymulację tkankotwórczą są obserwacje Duncan i Turner, którzy pokazali, że na skutek oddziaływania odpowiednim obciążeniem, słaba kość staje się większa i mocniejsza. 
Również w rehabilitacji układu mięśniowo-szkieletowego mechanotransdukcja jest podstawowym mechanizmem terapeutycznego oddziaływania na organizm. Mechaniczne siły mogą być generowane przez fizjoterapeutę, terapeutyczne urządzenia, a nawet samego pacjenta wykonującego przepisane ćwiczenia. Do mechanoterapii zalicza się zatem wiele metod terapeutycznych, jak mobilizacja stawów, trening oporowy, działanie ultradźwiękami, masaż oraz wibroterapia.  